# 離島出走工作室
離島出走工作室（英語：Isle.Travel），簡稱離島出走，台灣的個人工作室，2019年5月29日由澎湖縣政府核准成立，創辦人為楊馥慈、曾宥輯，以傳承台灣水下文化資產「澎湖石滬群」為目標。

## 簡介
「石滬」是一種古老的漁法，在潮間帶等淺坪海濱，將石頭堆疊成牆，透過海洋潮起潮落的特性，發展出來的一種捕捉漁獲的陷阱漁法，廣泛見於台灣、日本、印尼、菲律賓、薩摩亞等富有豐厚海洋文明的地方。
台灣本島西鄰的澎湖縣，係由逾百座島嶼組成的海島行政區，因得天獨厚的地理條件，百年來發展出密度極高的石滬群，多達七百餘口石滬環繞島嶼四周。近代由於漁業技術發展，如動力船、冷凍櫃等新興技術的出現，石滬捕撈的漁獲產量隨之遜色，繼而因石滬產權複雜、修復人才凋零，澎湖的石滬文化也漸趨沒落。
2016年，原本在台灣本島就讀大學的楊馥慈參加行政院農業委員會水土保持局舉辦的「大專生洄游農村競賽」，因而返鄉駐村，並透過與村民互動第一次接觸石滬，也了解到自己雖然生長於四面環海的澎湖，但其實對周遭海洋生態卻一無知悉。在2017年，繼續報名農委會水保局辦理的「洄游二次方」計畫，並於大學二年下學期轉學回澎湖科技大學，籌辦工作室，彰顯學習海洋與守護石滬的決心。
離島出走共同創辦人曾宥輯在楊馥慈的影響之下，和紅羅罩的洪振坤師傅學習石滬修復的傳統技藝，齊心投入石滬保存志業，並不時以空拍機記錄澎湖各地石滬的型制、分佈和保存狀況。2019年5月29日，「離島出走工作室」正式立案，除了石滬日常修復業務之外，也推出以「旅遊導覽」和「教材設計」的方式，提供來自世界各地親子大眾一個親近石滬和海洋的機會。

## 業務
- 業務內容為石滬修復、海洋生態，石滬相關的旅遊導覽以及各項技藝保存、影片拍攝紀錄。[2]
- 2020年3月1日，離島出走工作室發佈「澎湖石滬資訊平台（Stoneweir.info）」網站，不僅有更大眾化的石滬平台資訊，並提供中文、日文、英文三種文字，可謂替台灣立下申辦世界文化遺產邁進之里程碑。[2][7]
- 承接紅羅村的洪家魚灶，並進行修復工程，復原魚灶兩口煙囪，希望將魚灶與石滬串聯起來，可舉辦展演、座談等活動，達到活絡社區的目標。[12]

## 獎項
- 2019年，楊馥慈獲得中華民國教育部第一屆「海洋教育推手獎」個人獎。[13]
- 2021年，離島出走工作室入選關鍵評論網「2021未來大人物」。[14]

## 作品
- 2023年6月14日，楊馥慈與曾宥輯合作撰寫《回到滬之島：澎湖石滬與里海生活誌》，由裏路出版，總頁數352頁，ISBN 9786269647545。[15]

## 外部連結
- 澎湖石滬資訊平台 （页面存档备份，存于）
- 離島出走 isle.travel的Facebook專頁
- YouTube上的離島出走頻道
- isle.travel 離島出走的Instagram帳戶